# Рене Аленди
Рене Феликс Южен Аленди (на френски: René Félix Eugène Allendy) е френски психоаналитик и хомеопат.

## Биография
Роден е на 19 февруари 1889 година в Париж, Франция. Като малък често страда от болести като бронхиална пневмония и дифтерит, усложен от квадриплегия.
През 1922 г. Аленди основава в Сорбоната – Groupe d'études philosophiques et scientifiques pour l'examen des idées nouvelles, посветена на популяризирането на хуманните и научни разработки. През 1924 се подлага на анализа при Рене Лафорг и започва да практикува като психоаналитик. Той е един от основателите на Парижкото психоаналитично общество, където е секретар от 1928 до 1931 г.
Умира на 12 юли 1942 година в Монпелие на 53-годишна възраст.